# ВТТ і будівництво комбінату № 7
ВТТ і Будівництво КОМБІНАТУ № 7 — підрозділ системи виправно-трудових установ ГУЛАГ.
Час існування: організовано 15.08.46 (наказано передати Головпромбуду «естонців, латишів, литовців призовного віку, які служили в німецькій армії», 10000 чол.);

закрите 23.08.47 (перейменований в Будівництво 907 і ВТТ).

## Підпорядкування і дислокація
- ГУЛПС (Головне Управління таборів промислового будівництва)

Дислокація: Естонська РСР, м. Усть-Нарва (нині Нарва-Йиесуу).

## Виконувані роботи
- обслуговування буд-ва комб. № 7 1-го ГУ при РМ СРСР,
- гірничопрохідницькі роботи

У 1946 році було прийнято рішення про створення великого металургійного заводу з переробки сланцевих руд з метою отримання оксидів урану.
З 1947 по 1991 роки Сілламяе залишався закритим (Нарва 10).

## Чисельність з/к
- 01.11.46 — 6596,
- 01.01.47 — 10 151,
- 01.08.47 — 9290